# Irina Mušailova
Irina Mušailova (rusko Ирина Мушаилова), ruska atletinja, * 6. januar 1967, Krasnodar, Sovjetska zveza.
Nastopila je na poletnih olimpijskih igrah leta 1992, kjer je osvojila peto mesto v skoku v daljino. Na svetovnih prvenstvih je osvojila bronasto medaljo v isti disciplini leta 1995, na svetovnih dvoranskih prvenstvih pa srebrno medaljo istega leta. 